# لبنی عبدالعزیز
لبنی عبدالعزیز (انگلیسی: Lobna Abdel Aziz؛ زادهٔ ۲۰ نوامبر ۱۹۳۵) هنرپیشه اهل مصر است.
از فیلم‌ها یا برنامه‌های تلویزیونی که وی در آن نقش داشته است می‌توان به اسکی مارپیچ اشاره کرد.